# Shantae
Shantae là series trò chơi điện tử platform do WayForward Technologies phát triển và phát hành, riêng tựa game đầu tiên vốn do Capcom phân phối. Nhân vật nữ chính cùng tên với series là nửa-jinni tên là Shantae do Erin Bozon sáng tạo, còn mảng trò chơi thì do người chồng Matt Bozon sáng tạo ra từ nhân vật này. Series này gồm có năm trò: Shantae (2002), Shantae: Risky's Revenge (2010), Shantae and the Pirate's Curse (2014), Shantae: Half-Genie Hero (2016) và Shantae and the Seven Sirens (2019).
Thiết lập trong thế giới Xứ Sequin hư cấu, series theo chân Shantae, cô là nửa-jinni phụng sự làm người canh gác cho quê nhà là Thị trấn Scuttle, và cả Xứ Sequin nói chung, bảo vệ nó khỏi những mối đe dọa khác nhau, những đe dọa đó nói chung đều dính líu phần nào đến kẻ thù đối nghịch là nữ hải tặc Risky Boots. Thiết lập của game phô bày nét thẩm mỹ có cảm hứng từ phương đông cùng với các yếu tố kỳ ảo, hắc ám và steampunk. Tất cả các game đều có cơ chế thu thập năng lực và món đồ mới (đổi khác từ game này sang game nọ), nhằm làm Shantae mạnh thêm và mở đường vào các khu vực mới.
Dẫu khi phát hành được đánh giá tích cực, bản game đầu tiên lại thất bại về mặt doanh thu, người ta hay quy doanh số kém cỏi của nó cho việc phát hành muộn trên hệ máy Game Boy Color, khi mà lúc bấy giờ đã bị Game Boy Advance kế vị. Series nổi lên lại vào năm 2010 bằng tựa game Risky's Revenge, và kể từ đó đã gặt hái được nhiều thành công thương mại và được nhiều người biết tới hơn. Series đã được sự đón nhận phê bình nồng nhiệt, và được coi là series flagship của WayForward Technologies.

## Lịch sử
Nhân vật của Shantae được vợ của nhà sáng tạo game Matt Bozon là Erin Bell sáng tạo ra. Vào năm 1994, trong thời gian đính hôn của họ, Erin lóe lên cảm hứng khi trên đường trở về từ nhiều ngày làm cố vấn cắm trại, và tạo ra nhân vật này, đặt tên là "Shantae" theo một trong những người cắm trại, đồng thời cũng phát triển năng lực nhảy múa cho cô ấy. Matt sau đó hỏi vợ rằng nếu phải tạo ra một nhân vật trò chơi điện tử thì bà sẽ đưa ra gì, và bà đã giới thiệu Shantae cho ông. Matt thích ý tưởng đấy và bồi đắp thêm phần thần thoại và dàn cast cho trò chơi. Erin hình dung rằng nhân vật đấy có thể triệu hồi hoặc mê hoặc động vật bằng cách múa bụng. Điều đấy sau này trở thành cơ sở cho phép múa hóa thân của Shantae. Matt đã dẫn ra 2 câu chuyện mâu thuẫn nhau về sự hình thành của ý tưởng 'đòn roi tóc' (hair whip) của Shantae: một đằng, ông bảo rằng ông có cảm hứng từ mái tóc dài 9 feet của vợ ông, nhưng đằng khác lại tuyên bố rằng những phác họa gốc của Erin vốn đã khắc họa Shantae sử dụng mái tóc cô ấy làm vũ khí rồi.
Matt Bozon đã phát biểu rằng nguồn ảnh hưởng chính cho series game này đến từ Castlevania, Aladdin, Mega Man, The Legend of Zelda và anime – phần lớn là từ Ranma ½ mà ông tuyên bố là nguồn ảnh hưởng lớn mạnh, cùng những tác phẩm khác như Fushigi no Umi no Nadia, các phim của Miyazaki Hayao, và Pokémon –, và các hoạt hình thập niên 80 như DuckTales hay The Transformers, còn nguồn ảnh hưởng chính của Erin Bozon là I Dream of Jeannie. Câu cửa miệng trứ danh "Ret-2-go" từ franchise này là do một người bạn của họ sáng tạo ra trong hoàn cảnh khi họ đang làm công việc làm sạch hoạt họa cho phim The Iron Giant của Warner Bros thì người này cứ dùng cụm từ đấy suốt, và biểu đạt đấy đã được mang vào trong kịch bản và trở thành trò cười trong cuộc. Matt cũng nói rõ thêm một chút về quá trình phát triển cho nhân vật Sky, cô ban đầu được đặt tên là "Twitch" và từng có ngoại hình khác giờ. Sau này trong quá trình phát triển, cô được cải biến khác đi, còn nhân vật Twitch gốc thì được dùng làm cơ sở cho một nhân vật nữ có tên tương tự và người bạn của nhân vật đấy trong Shantae and the Pirate's Curse.
Khi được hỏi về chuyện liệu series Shantae có được cấu tứ để thúc đẩy các giá trị nữ quyền vì dàn cast nữ giới mạnh mẽ hay không, Matt Bozon công nhận rằng ông thích miêu tả thế giới Shantae này là có các cô gái "làm chủ cuộc chơi" chứ không hề chỉ do vẻ ngoài của họ mà định hình vậy. Tuy ông ấy thừa nhận rằng hầu hết các nhân vật nữ đều có thiết kế gợi cảm một cách cố tình, còn các nhân vật nam đều hay biểu lộ nhiều nhược điểm khác nhau, thì ông cũng bảo rằng chỉ là ông thích miêu tả thế giới của Shantae theo cách như vậy mà "không vì lý do rạch ròi nào", và bảo rằng chắc chắn khả dĩ là các nhân vật nam giới mạnh mẽ có thể sẽ xuất hiện trong tương lai của franchise này.

## Nhân vật

### Shantae
Lồng tiếng bởi: Meagan Glaser (Risky's Revenge), Cristina Vee (ở những bản khác)
Shantae là nửa-jinni, con gái của người cha con người với người mẹ jinni. Cô được mô tả là có chút năng lực ma pháp, bao gồm khả năng quất mái tóc của mình như vũ khí, mà lại có ý thức mãnh liệt về cái đúng và cái sai, và còn là vũ công điêu luyện.

### Mimic
Lồng tiếng bởi: Xander Mobus
Mimic là thành viên của nhóm Thợ săn Di vật – hội thợ săn báu vật chuyên khai quật và nghiên cứu các tạo vật cổ đại. Ông là chú nuôi của Shantae dẫu hai người không có quan hệ máu mủ, vì ông đã nuôi lớn cô ấy từ khi cha mẹ cô ấy biến mất.

### Sky
Lồng tiếng bởi: Karen Strassman
Sky là người bạn lâu năm của Shantae, cô là huấn luyện viên chim chiến và bản thân là con gái của một Thợ săn Di vật. Không khi nào là không thấy cô ấy không cùng với vật cưng của mình là con chim chiến Wrench. Cô được mô tả là con người vội vã để trưởng thành. Trong Half-Genie Hero, Sky xuất hiện làm nhân vật chơi được ở chế độ "Friends to the End".

### Bolo
Lồng tiếng bởi: Nathan Sharp (Half-Genie Hero), Ross O'Donovan (Seven Sirens)
Bolo là bạn và là cộng sự đấu khẩu (sparring partner) của Shantae. Anh được mô tả là khá chậm chạp và rất dễ bị con gái thu hút, tuy vậy anh ta mưu cầu chứng tỏ mình là người có khả năng làm anh hùng. Trong Half-Genie Hero, Bolo xuất hiện làm nhân vật chơi được ở chế độ "Friends to the End".

### Rottytops
Lồng tiếng bởi: Cherami Leigh
Rottytops là cô gái zombie có cảm tính, được mô tả là kẻ tinh nghịch và liên tục kiếm tìm rắc rối cho vui. Sau cuộc gặp gỡ đầu tiên với Shantae trong trò chơi đầu tiên, mặc dù thái độ của cô đối với Shantae hãy còn mơ hồ, nhưng đối thoại trong game Shantae và Pirate's Curse hé lộ rằng cô đem lòng quý mến lớn lao dành cho Shantae và muốn trở thành bạn bè với cô ấy. Cô có hai anh em tên là Abner Cadaver và Poe. Trong Half-Genie Hero, Rottytops xuất hiện làm nhân vật chơi được ở chế độ "Friends to the End".

### Risky Boots
Lồng tiếng bởi: Cristina Vee
Nữ hải tặc Risky Boots là kẻ thù ác tâm đối nghịch với Shantae và là nhân vật phản diện chính của series. Cô liên tục tìm cách chinh phục Xứ Sequin hoặc trả thù Shantae vì đã phá hỏng âm mưu của mình. Risky được hậu thuẫn nhờ tổ hải tặc của mình, chúng gồm những sinh vật hình người bé nhỏ được gọi là các Tinkerbat. Shantae and the Pirate's Curse hé lộ rằng cô từng một thời là chỉ huy đệ nhị dưới trướng một kẻ rất nguy hiểm có tên là Đại sư Hải tặc (Pirate Master), và trong thời phụng sự hắn thì hắn đã bị ma thuật đen làm suy đồi. Risky hậu thuẫn Shantae chống lại tên Đại sư Hải tặc trong Pirate's Curse và xuất hiện làm nhân vật chơi được ở chế độ "Pirate Queen's Quest" trong Half-Genie Hero.

## Bản game chính thức
| Trò chơi                       | Metacritic                                                                      |
| ------------------------------ | ------------------------------------------------------------------------------- |
| Shantae                        | (GBC) 78%                                                                       |
| Shantae: Risky's Revenge       | (NDS) 85/100 (Wii U) 77/100 (iOS) 75/100 (PS4) 74/100                           |
| Shantae and the Pirate's Curse | (NS) 86/100 (Wii U) 85/100 (3DS) 82/100 (XONE) 79/100 (PS4) 75/100              |
| Shantae: Half-Genie Hero       | (Vita) 82/100 (NS) 82/100 (PS4) 81/100 (Wii U) 80/100 (XONE) 80/100 (PC) 76/100 |
| Shantae and the Seven Sirens   | (NS) 81/100 (PC) 80/100 (PS4) 70/100 (XONE) 68/100                              |

| 2002 | Shantae                        |
| 2003 |                                |
| 2004 |                                |
| 2005 |                                |
| 2006 |                                |
| 2007 |                                |
| 2008 |                                |
| 2009 |                                |
| 2010 | Shantae: Risky's Revenge       |
| 2011 |                                |
| 2012 |                                |
| 2013 |                                |
| 2014 | Shantae and the Pirate's Curse |
| 2015 |                                |
| 2016 | Shantae: Half-Genie Hero       |
| 2017 |                                |
| 2018 |                                |
| 2019 | Shantae and the Seven Sirens   |

### Shantae(2002)
Trò chơi đầu tiên trong series – Shantae – này được phát hành cho Game Boy Color vào năm 2002, và nói chung có được những phản hồi tích cực. Tuy nhiên, theo giám đốc Matt Bozon, trò chơi có doanh thu kém, một phần do phát hành sau khi Game Boy Advance ra mắt. Tuy nhiên, kể từ đó trò chơi này đã giành được sự ghi nhận đáng kể, một số người đánh giá còn coi nó là một trong những game hay nhất được phát hành cho Game Boy Color.
Trò chơi này có được phát hành lại trên Virtual Console cho Nintendo 3DS vào ngày 18 tháng 7 năm 2013. Hãng đã dự kiến sẽ phát hành bản port cho Nintendo Switch trong thời gian tới.

### Shantae: Risky's Revenge(2010)
Trò chơi thứ hai trong series – Shantae: Risky's Revenge – này được phát hành cho Nintendo DSi thông qua dịch vụ DSiWare của hệ thống đấy vào năm 2010, và sau đó được port sang iOS vào năm 2011. Trò chơi này có nhận được những đánh giá tích cực, được IGN trao giải thưởng Hiệu quả thị giác Đẹp nhất (Best Visuals) và Game DS Hay nhất (Best DS Game) cho năm 2010.
Bản port cải tiến – có tựa Shantae: Risky's Revenge - Director's Cut – thì có được phát hành cho Microsoft Windows vào ngày 14 tháng 6 năm 2014, cho PlayStation 4 vào ngày 23 tháng 6 năm 2015 và cho Wii U vào ngày 24 tháng 3 năm 2016. Hãng đã dự kiến sẽ phát hành bản port cho Nintendo Switch trong tương lai.

### Shantae and the Pirate's Curse(2014)
Trò chơi thứ ba trong series – Shantae và Pirate's Curse – này được phát hành cho Nintendo 3DS vào ngày 23 tháng 10 năm 2014 và cho Wii U vào ngày 25 tháng 12 năm 2014, cả hai đều được phân phối qua Nintendo eShop. Trò chơi này có nhận được sự ca ngợi từ giới phê bình, và được góp mặt vào danh sách bán chạy nhất trên 3DS eShop ngay sau khi phát hành. Trò chơi này sau đó có được port sang Microsoft Windows, PlayStation 4, Xbox One và Nintendo Switch.

### Shantae: Half-Genie Hero(2016)
Trò chơi thứ tư trong series – Shantae: Half-Genie Hero – này có được gây quỹ qua chiến dịch Kickstarter vào năm 2013. Trò chơi này có được phát hành bản số thức và bản vật lý vào ngày 20 tháng 12 năm 2016 cho Wii U, PlayStation 4 và PlayStation Vita, và bản số thức trên Microsoft Windows và Xbox One. Nó cũng có được phát hành trên Nintendo Switch vào ngày 8 tháng 6 năm 2017.

### Shantae and the Seven Sirens(2019)
Trò chơi Shantae thứ năm – Shantae và Seven Sirens – có được công bố vào tháng 3 năm 2019 và được phát hành phần 1 cho Apple Arcade vào tháng 9 năm 2019. Các bản port cho Microsoft Windows, Nintendo Switch, PlayStation 4 và Xbox One thì có được phát hành vào ngày 28 tháng 5 năm 2020.

## Bản game khác
Một số nhân vật trong series đã xuất hiện crossover trong các trò chơi khác: Shantae và Bolo xuất hiện dưới dạng các nhân vật có thể chơi trong trò chơi Watch Quest trên Apple Watch. Microgame mang chủ đề Shantae – "Shantae NAB!" – thì có được Matt Bozon tạo ra trong WarioWare D.I.Y. và được Nintendo phân phối làm một trong các mục "Big Name Games" của nó. Risky Boots được góp mặt trong Hyper Light Drifter – trò chơi do Heart Machine làm dựa trên gây quỹ Kickstarter – trong quest dành riêng cho backer, làm bộ phận của hành động hỗ trợ qua lại giữa chiến dịch gây quỹ cho game đấy và Half-Genie Hero. Bản thân Shantae được góp mặt làm 'nhân vật hỗ trợ có thể chơi được' trong trò chơi gây quỹ cộng đồng Indivisible do Lab Zero Games làm. Shantae có xuất hiện làm nhân vật khách mời trong Mutant Mudds Super Challenge, và trong Runbow và Blaster Master Zero với tư cách là nhân vật khách mời có thể tải xuống. Cả Shantae và Risky Boots đều xuất hiện trong Super Smash Bros. Ultimate dưới dạng spirit.

## Bản game bị bãi bỏ

### Untitled Shantae 3D
Vào đầu những năm 2000, WayForward đã thử nghiệm 3D bằng cách tạo ra một trò chơi Shantae gốc cho GameCube, nhưng những kế hoạch này đã bị gạt sang một bên để tập trung vào phần tiếp theo của thiết bị cầm tay xấu số.

### Shantae Advance
Kế hoạch cho phần tiếp theo của Shantae bắt đầu ngay sau khi phát hành bản đầu tiên. Shantae Advance – còn được gọi là Shantae 2: Risky Revolution – là hậu bản được phát triển cho Game Boy Advance, nhưng đã bị bãi bỏ sau khi không được nhà xuất bản nào lựa chọn. Bản demo về thế giới đầu tiên trong game thì có được phát triển, và tuy không được phát hành ra công chúng, nhưng WayForward có stream toàn bộ playthrough của nó vào ngày 3 tháng 10 năm 2013, làm bộ phận của chiến dịch quảng bá để gây quỹ cộng đồng cho Half-Genie Hero.
Shantae Advance có được lên kế hoạch gồm có tám chương gameplay chia ra 7 thị trấn, 6 hòn đảo và 6 mê cung; điều này được ước tính mất khoảng 20 giờ để chơi qua. Ngoài lối chơi thông thường, sáu minigame và một chế độ đấu trường nhiều người chơi cũng có được lên kế hoạch. Bốn trong số các mê cung được dự ý là dựa trên bốn mùa; mê cung đầu tiên – được góp mặt trong bản demo – được dựa trên mùa thu và phòng trung tâm của nó chứa đầy những chiếc lá mùa thu rơi. Câu chuyện của Shantae Advance dính líu chuyện Risky lệnh cho đám Tinkerbat đào bới xuống Xứ Sequin, và đặt một cây cột ở giữa, để cho cả miền đất có thể được xoay. Điều này có thể được sử dụng trong lối chơi để xoay thế giới, dóng hàng tiền cảnh với các vật thể ở hậu cảnh, từ đó cho người chơi tiến vào các khu vực mới.
Các yếu tố lối chơi mới cho Shantae Advance bao gồm khả năng di chuyển giữa tiền cảnh và hậu cảnh, bơi lội, bay lượn trong không gian 3 chiều trên lưng con chim Wrench của Sky, và một số hình dạng mới để Shantae biến thân thành: chúng gồm một dạng nhện mới, một dạng cua và một dạng nhân ngư. Nhiều tính năng trong số này cuối cùng đã được thực hiện vào các tựa game sau này: chuyển động hậu cảnh, bơi lội và phép biến thân nhân ngư thì được đưa vào trong Risky's Revenge, còn bay trên Wrench với ba phép biến thân thì được sử dụng trong Half-Genie Hero. Giống với bản game gốc, Shantae Advance đã được Matt Bozon phát triển lúc thời gian rỗi của mình.

### Shantae: Risky Waters
Một nỗ lực khác làm hậu bản cho Shantae là Shantae: Risky Waters, một trò chơi được lên kế hoạch cho Nintendo DS với lối chơi thử nghiệm lợi dụng chức năng màn hình đôi của console này. Các kế hoạch đã bị hủy bỏ cũng vì sau đó WayForward không tìm ra được nhà xuất bản nào cả.